# Omo (wasmiddel)

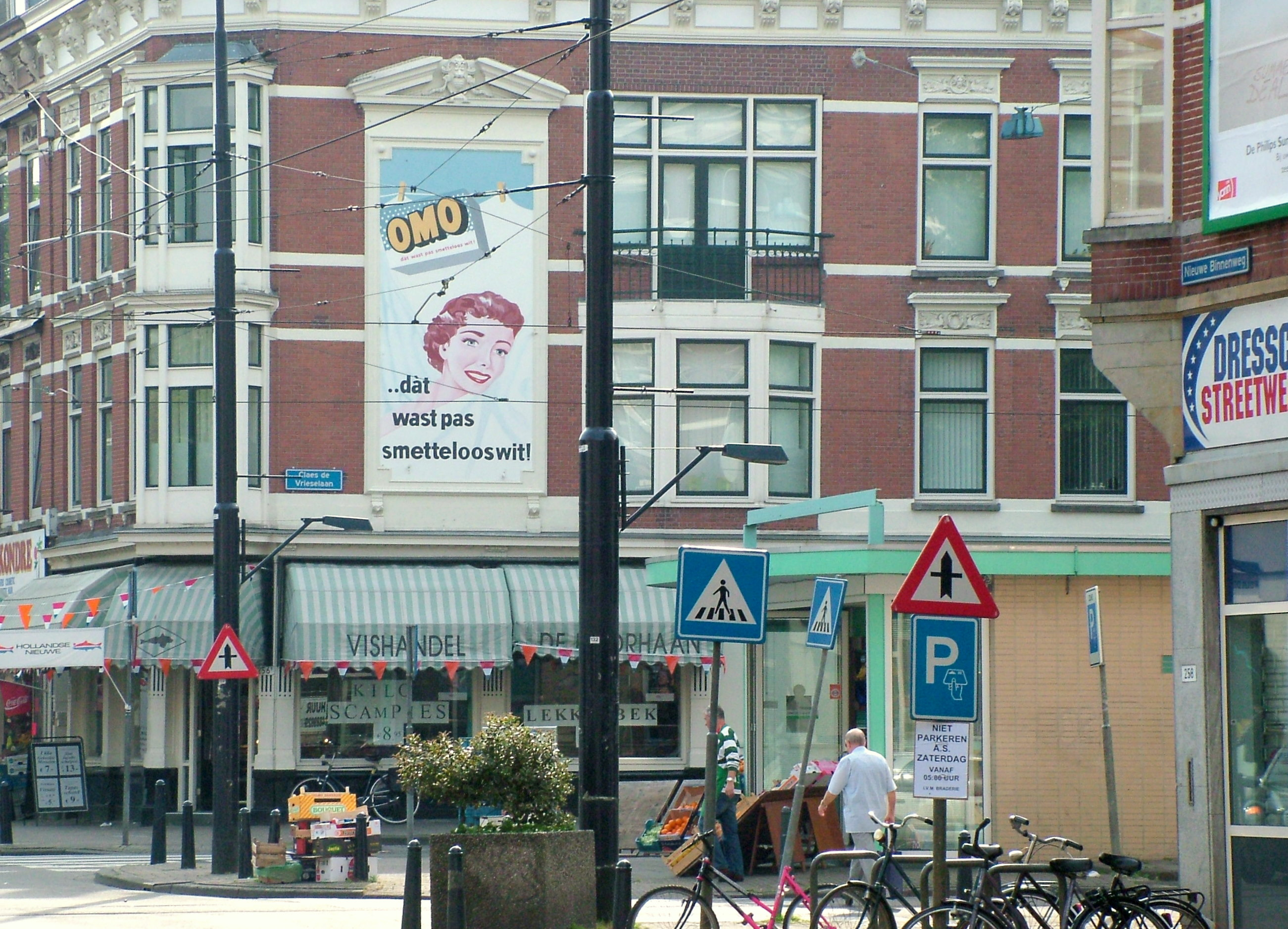
OMO-reclame in Rotterdam, Nieuwe Binnenweg / Claes de Vrieselaan

OMO is een wasmiddel dat door Unilever wordt geproduceerd. Van oorsprong is het een witwasmiddel dat een zuurstofbleekmiddel bevat. Later zijn daar voor de eiwit- en bloedvlekken enzymen bij gekomen. De temperatuur van de was moest boven de 85 graden zijn voor een goede werking. Om ook op lagere temperatuur te kunnen wassen is daarom overgestapt op TAED (tetra-acetylethyleendiamine) dat vanaf 40 graden werkt. Onder dezelfde merknaam is ook een bontwasmiddel op de markt.
Een verkoopslogan, in marketingtermen ook wel payoff genoemd, voor Omo was Omo wast schoon... door en door schoon... bij iedere temperatuur. Daarmee werd aangeduid dat de traditionele — energieslurpende — kookwas bij gebruik van OMO niet nodig zou zijn. Unilever hanteert de payoff OMO wast door en door schoon... niet duur.

## Geschiedenis
In 1952 werd OMO als eerste synthetisch wasmiddel van Unilever geïntroduceerd op de Nederlandse markt. Dit werd mede ingegeven omdat er na de Tweede Wereldoorlog een tekort was aan vetten voor de margarine- en de zeepindustrie.

## OMO Power-affaire
Het merk heeft schade opgelopen door problemen bij de introductie van OMO Power.

## Vuil is goed-campagne
In de Unilevers reclamecampagnes voor de periode 2005-2010 staat vitaliteit centraal. In dat kader is met betrekking tot OMO gekozen voor een campagne onder de slogan "Vuil is goed" waarbij de reclame de positieve aspecten van vuil worden de aandacht krijgen boven het negatieve aspect van vlekken veroorzaken. Onderdeel van deze campagne is de oprichting van de 'OMO buitenspeelbond', een organisatie die in samenwerking met NOC*NSF kinderen wil stimuleren om vaker buiten te spelen. Enerzijds haakt dit aan bij de centrale Unilever-missie die een gezondere levensstijl bij haar consumenten wil bevorderen, anderzijds past dit bij het merkimago van OMO door aan te geven dat — in de campagne van OMO — ouders of verzorgers zich over vlekken niet druk hoeven te maken.
Deze campagne is in zoverre een stap verder in de consumentenbeïnvloeding dat voor het eerst op de Nederlandse wasmiddelenmarkt niet meer gecommuniceerd wordt met functionele claims, maar op een meer emotioneel aspect van wasmiddelen, namelijk de vrijheid voor kinderen om kind te zijn.

## Trivia
- In Engeland en Ierland heet de evenknie van Omo Persil, terwijl Persil in Nederland (en de meeste andere landen, waaronder Duitsland) juist een concurrerend merk van Henkel is. De oorsprong hiervan is volgens Henkel het feit dat in 1909 een licentie-overeenkomst is gesloten met een Engels en een Frans bedrijf voor het gebruik van de merknaam Persil. Deze bedrijven (en dus de rechten op de merknaam Persil in deze landen) zijn later overgenomen door Unilever.